# Сеген, Альбер
Альбер Сеген (фр. Albert Séguin; 8 марта 1891, Вьен — 29 мая 1948, Вильфранш-сюр-Сон) — французский гимнаст. Чемпион и двукратный серебряный призёр летних Олимпийских игр 1924 года.

## Биография
Альбер Сеген родился 8 марта 1891 года во французском городе Вьен.
В гимнастических соревнованиях выступал за Лион.
В 1924 году вошёл в состав сборной Франции на летних Олимпийских играх в Париже. Завоевал золотую медаль в упражнениях на стоящем поперёк коне, набрав 10,000 балла. Завоевал серебряную медаль в лазании по канату, показав результат 7,4 секунды и уступив 0,2 секунды выигравшему золото Бедржиху Шупчику из Чехословакии. В составе сборной Франции, за которую также выступали Жан Гуно, Леон Дельсар, Эжен Кордонье, Франсуа Ганглофф, Артур Херман, Альфонс Ижлен и Жозеф Юбер, завоевал серебряную медаль в командном многоборье — французы набрали 820,528 балла, уступив 18,530 балла выигравшей золото команде Италии.
В личном многоборье занял 15-е место, в опорном прыжке — 13-е, на брусьях — 26-е, на перекладине — 36-е, на кольцах — 12-е, на коне — 34-е.
Умер 29 мая 1948 года во французском городе Вильфранш-сюр-Сон.

## Память
Гимназия в районе Бельрош города Вильфранш-сюр-Сон названа именем Альбера Сегена.